# Parti Liberté et refondation
Le Parti Liberté et Refondation (en espagnol: Partido Libertad y Refundación; Libre) est un parti politique hondurien de gauche qui cherche à rompre avec le bipartisme historique que maintiennent les partis traditionnels du pays, à savoir le Parti national du Honduras et le Parti libéral du Honduras et qui vise un nouveau modèle de l'État hondurien.
Ce parti est né de la crise politique au Honduras de 2009, au cours de laquelle il y a eu un coup d'État contre le président constitutionnel de l'époque, Manuel Zelaya Rosales. À son retour au pays, Zelaya et ses associés s'unissent et se consolident en tant que septième parti politique enregistré dans le pays, participant pour la première fois aux élections générales de 2013 et dans lesquelles, ils ont fait preuve d'une large acceptation par la population et sont devenus la deuxième institution politique la plus importante du Honduras après le Parti national.
En vue des élections générales de 2017, le Parti Liberté et Refondation s'est joint à une alliance avec le Parti de l'innovation et de l'unité en y présentant Salvador Nasralla comme candidat à la présidentielle.
C'est toutefois lors des élections générales de 2021 et avec la candidature de Xiomara Castro que le parti réussit à remporter la présidence du pays et rompre ainsi avec le bipartisme qui caractérisait le Honduras depuis plus de 120 ans.

## Histoire

### Antécédents
Le matin du 28 juin 2009, Manuel Zelaya, alors président de la République du Honduras, fait l'objet d'un coup d'État et est ensuite expatrié au Costa Rica par les forces armées.
En réponse à cette action, des partisans du président déchu ainsi que certains secteurs de la société civile ayant rejeté le coup d'État, ont rapidement fondé le Front national contre la déposition présidentielle, une organisation citoyenne qui exige la restitution de Zelaya au pouvoir. En 2010, lorsque ce n'était plus possible (à la fin du mandat de Zelaya), il est rebaptisé le Front national de résistance populaire. C'est de cette organisation que sera issu le Parti Liberté et Refondation.

### Fondation

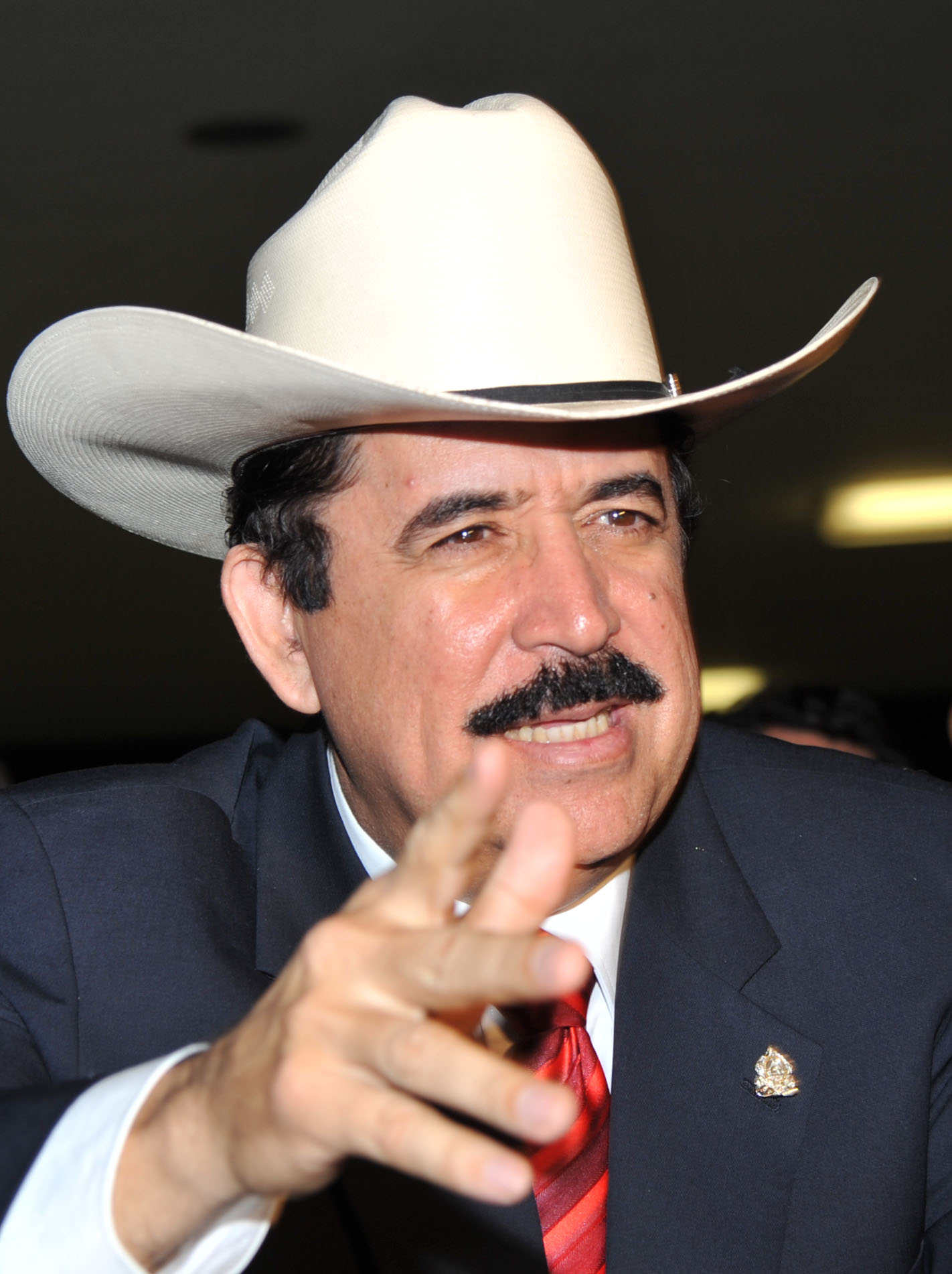
Le président Zelaya en août 2009.

Le 29 mai 2011, peu après son retour au pays, le président déchu, Manuel Zelaya, exprime son intention de créer un « front large de résistance populaire » similaire à celui créé en Uruguay ayant remporté deux élections présidentielles consécutives. Le 26 juin 2011, cela est approuvé par une assemblée extraordinaire du Front national de la résistance populaire, tenue dans la ville de Comayagüela. Le nouveau parti politique sera rebaptisé Front large de résistance populaire, un nom plus tard modifié parce que trop semblable à celui d'un autre parti politique en cours de formation, le Frente Amplio Político Electoral en Resistencia. Par conséquent, après une autre assemblée extraordinaire tenue le 25 septembre 2011, le nom de Parti de la résistance populaire est retenu avant d'être encore une fois modifié quelques jours après pour définitivement devenir le Parti Liberté et Refondation (LIBRE), le 2 octobre,.
Le 11 février 2012, le parti présente officiellement sa future candidate à la présidence, l'ancienne première dame Xiomara Castro, épouse de Manuel Zelaya, candidate choisie par consensus des différents mouvements au sein du parti Libre. Castro est envisagée comme candidate depuis le retour de Zelaya au Honduras, vu que la constitution du pays ne permet pas la réélection présidentielle.
Le 13 mars 2012, le Tribunal suprême électoral du Honduras (TSE) autorise l'inscription du Parti Liberté et Refondation en tant que septième parti politique inscrit du Honduras,.

## Idéologie

### Principes
À l'heure actuelle, le parti se caractérise par une opposition ouverte au néolibéralisme, aux privatisations et à la corruption. Il apporte son soutien au mouvement bolivarien, à l'anti-impérialisme, aux droits des travailleurs, à la santé et à l'éducation universelles et, dans une moindre mesure, aux droits LGBT. La devise du parti est « La révolution est inévitable au Honduras », des mots choisis par l'ancien président Zelaya, qui reste le chef du Front national de la résistance populaire. Dans sa déclaration de principes, Libre prône la refondation de l'État, « la transformation de la société et du système économique et politique, ainsi que la construction d'une véritable démocratie participative et inclusive fondée sur l'égalité, la liberté et la solidarité ainsi qu'une justice garantissant le respect universel et sans restriction des droits de l'homme ».
Le parti considère que pour renouveler le Honduras et réaliser la transformation de la société, il est urgent de convoquer une assemblée constituante pour rédiger une nouvelle constitution pour le pays, et elle la maintient comme sa principale idéologie de campagne. Au niveau international, le Forum de São Paulo a reconnu comme membre le Front national de la résistance populaire et par conséquent le Parti Liberté et Refondation, exprimant le 6 juillet 2012 son soutien à la candidature de Xiomara Castro de Zelaya à la présidence de la République.

### Critique de la politique étrangère des États-Unis au Honduras
L'une des caractéristiques les plus notables du parti est de se déclarer ouvertement anti-impérialiste, et de maintenir une critique importante de la politique étrangère des États-Unis. Libre reproche au gouvernent américain d'avoir exploiter le territoire hondurien à des fins militaires depuis les années 1980 à l'époque de la révolution sandiniste ainsi que lors de la guerre civile salvadorienne et de la guerre civile guatémaltèque. Le parti affirme que la superpuissance est l'instigatrice du coup d'État de 2009 et a participé à la manipulation des résultats des élections générales de 2017 en validant la fraude électorale présumée de Juan Orlando Hernández. L'ancien président Zelaya a déclaré que le Honduras était un pays « colonisé par les États-Unis » à l'occasion du dixième anniversaire du coup d'État qui a mis fin à son gouvernement.

### Soutien à la communauté LGBT
Le parti Libre est le premier et le seul parti politique hondurien à apporter un soutien ouvert, quoique modéré, aux membres issus de la diversité sexuelle, ceci étant un cas unique dans l'histoire du pays qui est caractérisée par une approche conservatrice sur les questions sociétales. En 2014, les associations de défense des droits LGBT sont parvenues à un accord avec la candidate Xiomara Castro afin que la question d'une éventuelle légalisation du mariage homosexuel au Honduras puisse être discutée, en cas de victoire électorale.

## Résultats électoraux

### Élections présidentielles
| Année | Candidats                | Voix      | %     | Résultat | Note                  |
| ----- | ------------------------ | --------- | ----- | -------- | --------------------- |
| 2013  | Xiomara Castro de Zelaya | 896 498   | 28,78 | Défait   |                       |
| 2017  | Salvador Nasralla        | 1 360 442 | 41,46 | Défait   | Alliance d'opposition |
| 2021  | Xiomara Castro de Zelaya | 1 542 939 | 51,39 | Victoire |                       |

### Élections au Congrès
| Année | Voix       | %     | Rang | Sièges   | Note                  |
| ----- | ---------- | ----- | ---- | -------- | --------------------- |
| 2013  | 896 498    | 27,51 | 2e   | 37 / 128 |                       |
| 2017  | 1 360 442  | 41,46 | 2e   | 34 / 128 | Alliance d'opposition |
| 2021  | 12 758 098 | 40,23 | 2e   | 50 / 128 |                       |